# Sint-Pieter-en-Sint-Guidokerk
De collegiale Sint-Pieter-en-Sint-Guidokerk is een gotische kerk aan het Dapperheidsplein in de Belgische gemeente Anderlecht. Het adjectief "collegiaal" betekent dat er een kapittel van kanunniken gevestigd was.

## Geschiedenis
Het was de oppermachtige familie van Aa die het kapittel, toegewijd aan Sint-Pieter stichtte.
De kerk is toegewijd aan Sint-Pieter en Guido van Anderlecht, een plaatselijke boerenzoon die op pelgrimstocht ging naar Jeruzalem en Rome. Hij stierf in Anderlecht, vermoedelijk in 1012, en na zijn dood werden talrijke mirakels aan hem toegeschreven, zodat Anderlecht een bedevaartsoord werd.
Op de plaats van deze kerk stond reeds in de achtste eeuw een kapel. In 1046 werd het kapittel van Anderlecht opgericht. De kanunniken lieten in de 11e en 12e eeuw een romaanse kerk bouwen gewijd aan Sint-Pieter, met het graf van Sint-Guido in de crypte.
In de veertiende eeuw werd begonnen met het ombouwen en uitbreiden van de romaanse kerk in gotische stijl. Hendrik de Mol leidde vanaf 1443 de werken en werd opgevolgd door Jan van Ruysbroeck, die met name de bouw van het koor overzag. Na hem nam in 1485 Jan van Evergem de bouwloods over en vervolgens diens zoon Hendrik. De beroemde bouwmeester Lodewijk van Bodegem bouwde in 1506 het portaal. Vanaf 1517 werkte Matthijs III Keldermans aan de toren en aan de zijkapellen. De bouw werd voltooid in 1527.
De neogotische torenspits dateert uit de negentiende eeuw bij een "restauratie" onder leiding van de architect Jules Jacques Van Ysendyck.

## Beschrijving
De crypte is bewaard gebleven. In deze crypte staan vier zuilen die vermoedelijk afkomstig zijn uit een Romeinse villa in Anderlecht.
Boven de ingang van de kerk staan drie beelden, die respectievelijk Sint-Pieter, de maagd Maria met het kindje Jezus, en Sint-Guido voorstellen.
Vlak bij de kerk bevindt zich het oude begijnhof van Anderlecht en het Erasmushuis.

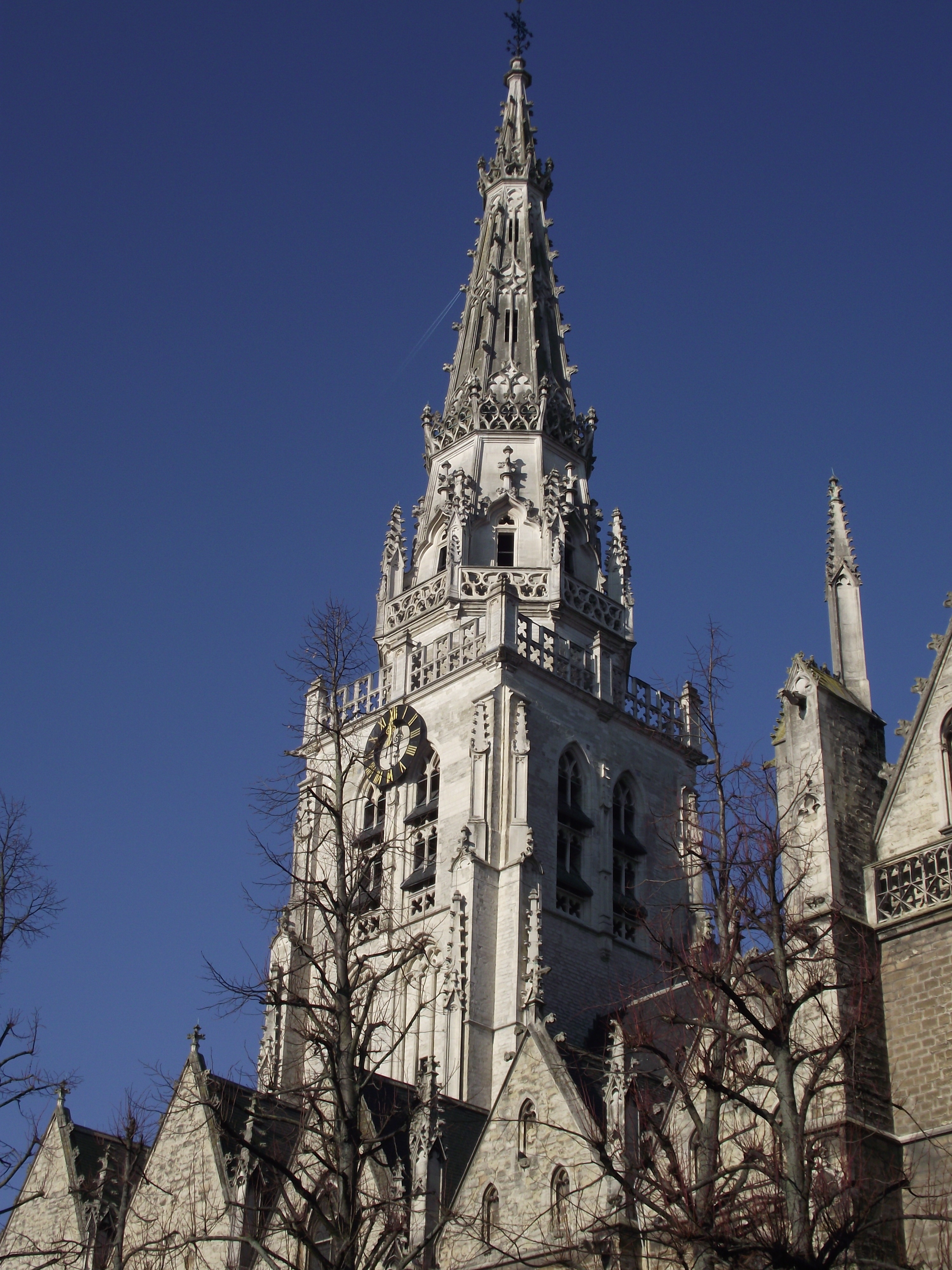
Torenspits
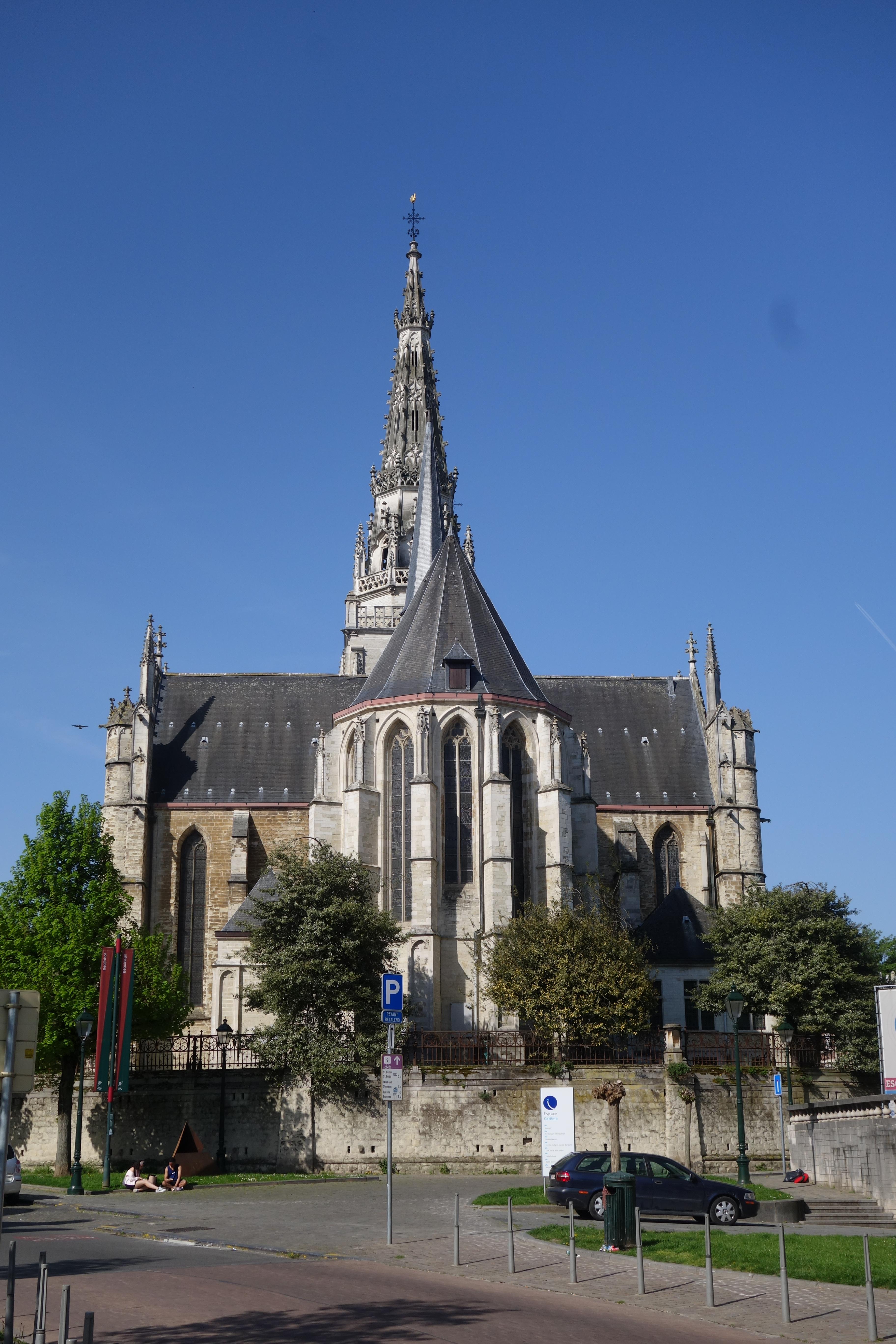
Achteraanzicht
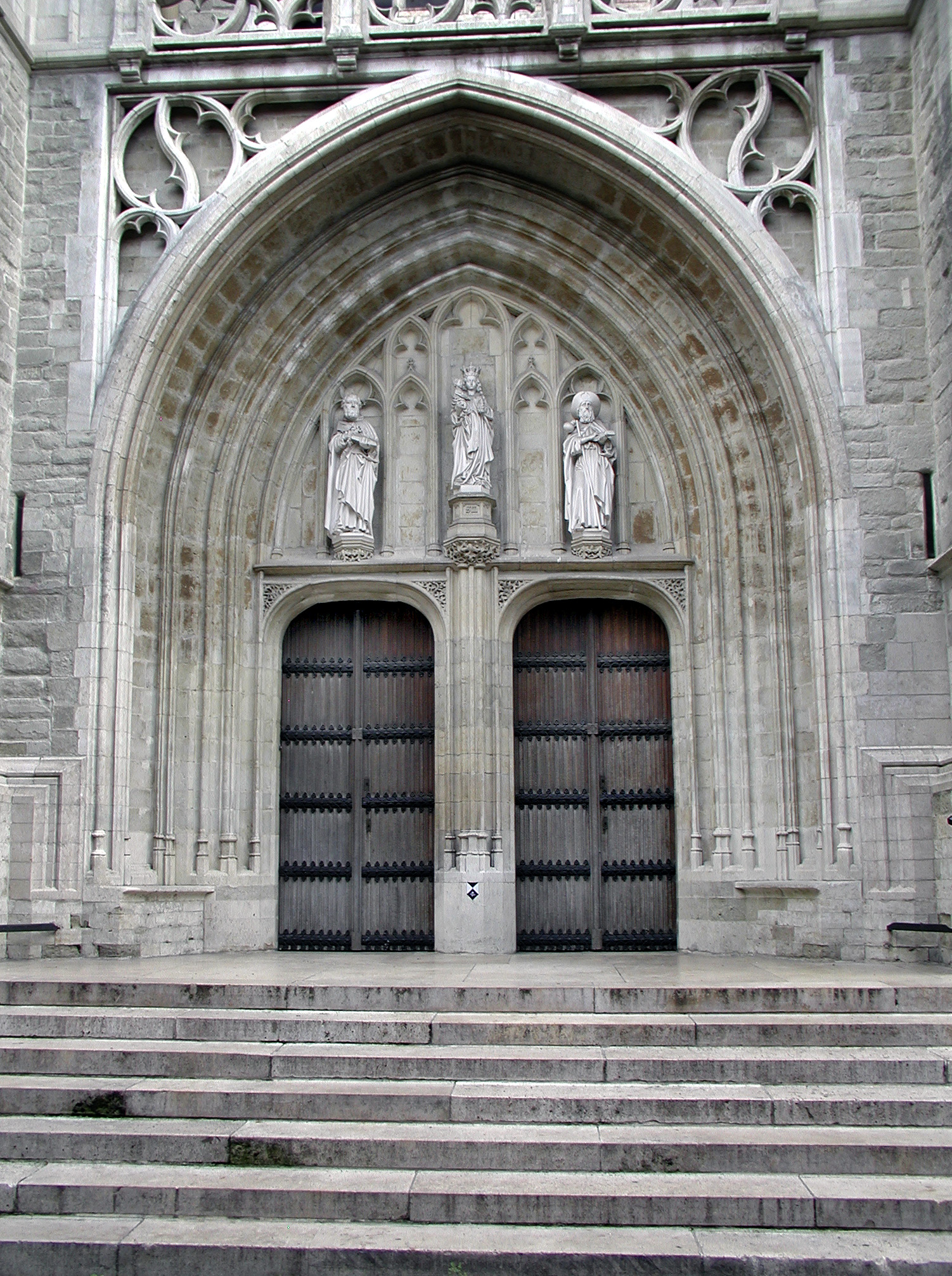
Het portaal
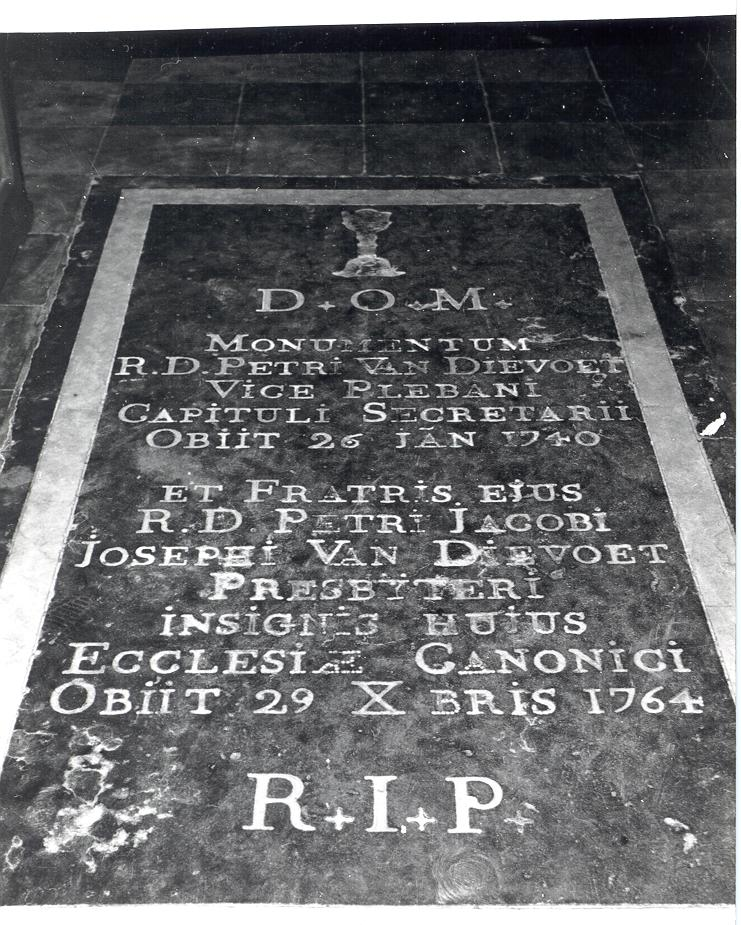
Grafsteen van Petrus Van Dievoet, vice-plebaan en secretaris van het kapittel van Anderlecht (1697-1740) en van zijn broer kanunnik Petrus-Jacobus-Josephus Van Dievoet (1706-1764)
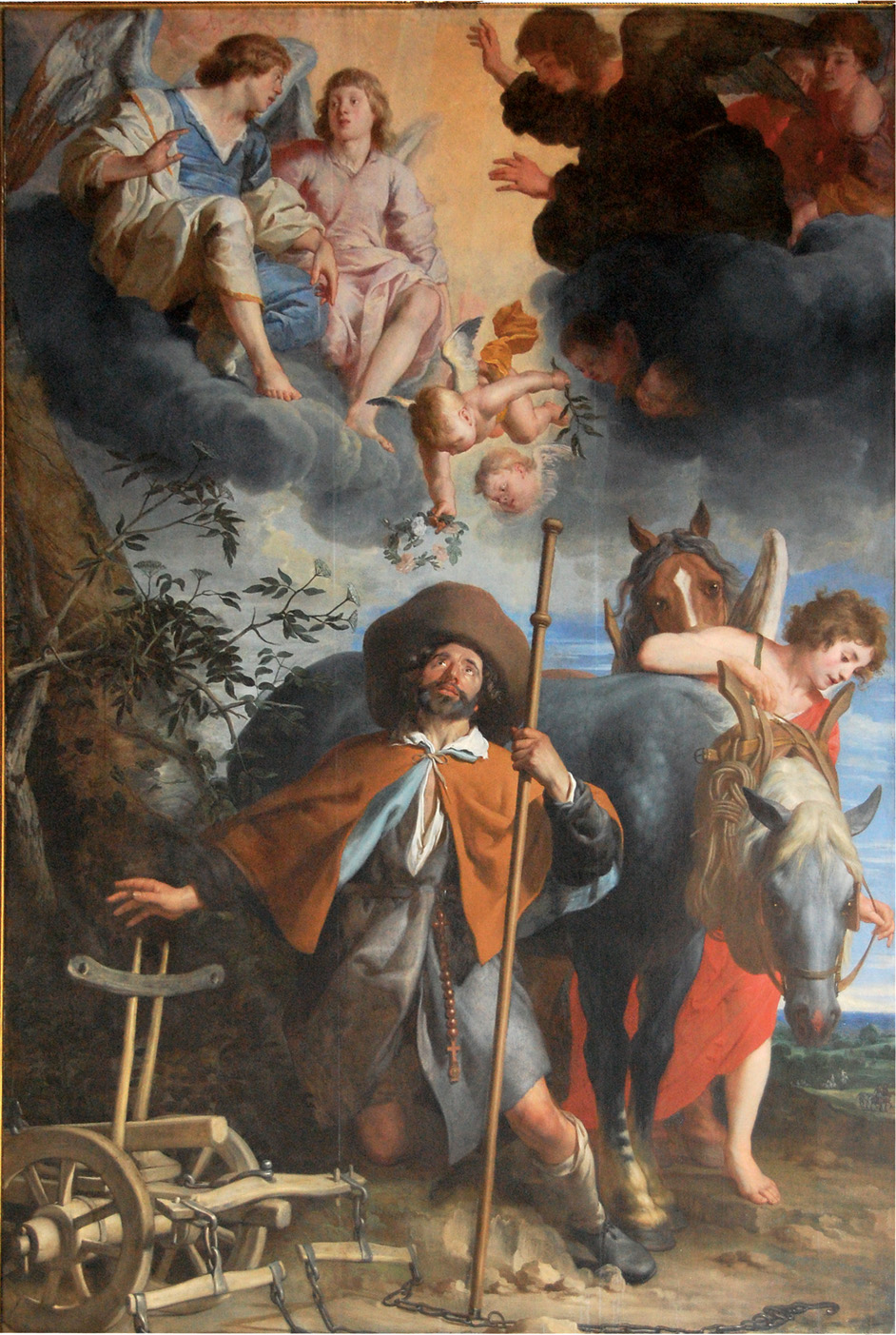
Sint-Guido, schilderij van Gaspar de Crayer (1633-1634)